# Cztery Ewangelie
Cztery Ewangelie (oryg. fr. Les Quatre Évangiles) – ostatni, niedokończony cykl powieściowy Émile’a Zoli, pisany w okresie od 1898 do śmierci pisarza w 1902. Zola chciał, aby Cztery Ewangelie stanowiły opis rzeczywistości idealnej, marzeń, uzupełniający cykl Rougon-Macquartowie (przedstawienie tego, co jest) oraz trylogię Trzy miasta (refleksję nad pozycją religii w życiu człowieka). Do śmierci pisarz zdołał ukończyć trzy pierwsze tomy: Płodność, Pracę i Prawdę oraz jedynie naszkicować tom czwarty Sprawiedliwość.

## Okoliczności powstania utworu
Cztery Ewangelie zostały zaplanowane jako bezpośrednia kontynuacja cyklu Trzy miasta, a ich głównymi bohaterami mieli być synowie Piotra i Marii Fromentów, z których pierwszy urodził się w finale powieści Paryż. Zola początkowo planował tylko trzy powieści, pomysł Prawdy narodził się pod wpływem bieżących wydarzeń związanych ze sprawą Dreyfusa.
Pisarz nazywał Cztery Ewangelie naturalnym zwieńczeniem całego dzieła swojego życia, ukazaniem ideału i celu ludzkich dążeń po dokonaniu krytyki istniejącego stanu rzeczy. Deklarował również, że w cyklu tym rezygnuje z metody naturalistycznej na rzecz liryzmu i potęgi wyobraźni, ograniczonej jedynie zasadą zgodności z osiągnięciami naukowymi. Pisarz zgadzał się z utopijnym charakterem powieści.

## Treść

### Płodność

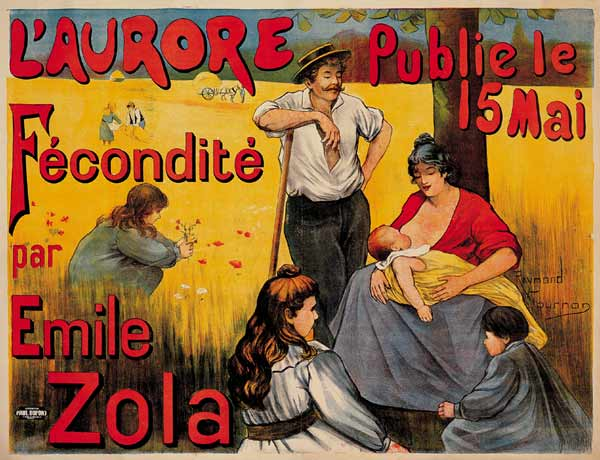
Płodność – ilustracja Raymonda Tournona

Historia Mateusza i Marianny Froment, głosi konieczność rozmnażania się człowieka, zakładania rodzin wielodzietnych, co zostaje przedstawione w dziele jako najpewniejsza droga do szczęścia. Na kartach utworu Zola ukazuje radość życia, jaką reprezentują główni bohaterowie, rodzice dwanaściorga dzieci, kontrastując ją z nędzą moralną tych par, które postanowiły poprzestać na jednym dziecku lub w ogóle zrezygnować z potomstwa. Zola porusza również problemy aborcji, dzieciobójstwa oraz porzucania dzieci, jednoznacznie je potępiając.
Powieść została opublikowana w odcinkach w czasopiśmie „Aurore” w roku 1899.

### Praca
Tematem powieści jest postęp społeczny w zakresie organizacji pracy i dystrybucji owoców produkcji. Zola, który wykorzystał przy pisaniu dzieła wcześniejszą wiedzę zdobytą na potrzeby Germinala i W matni, wyraża w utworze wiarę w możliwość pokojowego ułożenia stosunków między pracodawcami a pracownikami, odrzucając walkę klasową. Drogą do tego ma być postęp technologiczny i sukcesywne wdrażanie w praktyce nowych wynalazków. W ten sposób rozwinięte zostały idee zainspirowane ideologią Fouriera, obecne już wcześniej w powieści Wszystko dla pań. Dzieło było publikowane na przełomie lat 1900 i 1901.

### Prawda
Utwór jest powieścią z kluczem, odwołującą się do sprawy Dreyfusa – niesłusznie oskarżony o zabójstwo żydowski nauczyciel Simon jest samym kapitanem, Zolę uosabia broniący go Marc Froment. Dzieło porusza również aktualny w tym okresie problem laicyzacji szkolnictwa i rywalizacji pomiędzy środowiskami katolickimi a zwolennikami usunięcia wiary ze szkół. Zola ukazuje trudności, jakie spotykają głosicieli niewygodnej prawdy (od Fromenta odchodzi jego żona), gloryfikując jednak taką właśnie postawę. Podkreśla również rolę nauczycieli w formowaniu przyszłych obywateli. Dzieło ukazało się na przełomie lat 1902 i 1903. Ostatnie odcinki oraz wydanie książkowe były już edycjami pośmiertnymi.

### Sprawiedliwość
Zola nigdy nie rozpoczął pracy nad ostatnią z zaplanowanych powieści, pozostawił jedynie krótki szkic. Bohaterem dzieła miał być ostatni z synów Piotra Fromenta, Jan, działacz pacyfistyczny i walczący o światowe rozbrojenie. Zola zamierzał przedstawić w powieści ostateczną utopię – uniwersalną, opartą na pokoju republikę.

## Recepcja cyklu
Utwory wywołały duże zaskoczenie i kontrowersje, zarówno w kwestii konstrukcji powieści, jak i ich treści i przesłania. Krytykę zdumiała zmiana tonu i metody pisania u Zoli, a przedstawione przez niego sytuacje idealne część z nich krytykowała za nadmierną utopijność. Na temat każdej z książek wypowiadali się również politycy, przy czym prawica francuska szczególnie dobrze przyjęła Płodność, zaś lewica parlamentarna wyrażała umiarkowany entuzjazm wobec przesłania Pracy. Późniejsi krytycy literaccy uznali Cztery Ewangelie za jedno ze słabszych dzieł Zoli, głównie z powodu płaskiej konstrukcji bohaterów, który w jeszcze większym stopniu niż w jego poprzednich utworach wyrażali określone idee i pozbawieni byli głębi psychologicznej, oraz ze względu na niedoskonałości formalne powieści.